# Сатисфакція (фільм)
«Сатисфакція» — російський художній фільм 2011 року за участю Євгенія Гришковця.
З лютого 2011 року фільм ліцензійно видається на DVD компанією Містерія звуку.

## Зміст
Олександр займається крупним бізнесом і має великий вплив у своєму місті. Дмитро – його вірний друг і помічник. І от якось вони опиняються зачиненими в ресторані на всю ніч. Спиртного навколо сила-силенна і двом чоловікам належить провести цей час, аби з'ясувати всі недомовленості між собою та розібратися з образами, які неминуче виникають у їхній роботі.

## Ролі
- Євген Гришковець — Олександр Григорович Верхозин, великий бізнесмен
- Денис Бургазлієв — Дмитро, помічник і радник Верхозина
- Олег Малишев — власник ресторану
- Євген Солонінкин — кухар
- Павло Южаков — офіціант
- Михайло Мешакін — офіціант
- Анастасія Шинкаренко — Настя, посудомийка
- Олексій Орлов — працівник ресторану, який вивчає англійську
- Анна Дружиніна — продавець в ювелірному
- Родіон Бровкін — директор з будівництва
- Роман Золотий — водій Віктор
- Сергій Третьяков — секундант
- Інженери-будівельники:
  - Ігор Чирва
  - Левон Погосян
  - Павло Біцура
  - Андрій Закаблуковський

## Знімальна група
- Автори сценарію:
  - Євген Гришковець
  - Анна Матісон
- Автор ідеї: Юрій Дорохін
- Режисер: Анна Матісон
- Оператор: Андрій Закаблуковський
- Композитори:
  - Максим Сергієв
- Художники:
  - Дмитро Галін
  - Анна Мороз
- Звукорежисер: Віктор Тимшин
- Продюсери:
  - Євген Гришковець
  - Олександр Орлов
  - Ірина Юткіна

## Саундтрек
У саундтрек фільму увійшла різна музика: уривки класичних творів, сучасні твори російських та зарубіжних виконавців:
- Ігор Стравинський — «Жар-птица», сюїта. Трек № 6 — Berceuse. Виконавець: Марісса Янсонс. Альбом: MARISS JANSONS — Symphonieorchester Des Bayerischen Rundfunks — Денис Мацуєв. Stravinsky — Firebird Suite, Shchedrin — Piano Concerto No.5.
- Дмитро Шостакович — «Концерт для фортепиано с оркестром № 1», частина друга. виконавець: Денис Мацуєв, Юрій Темирканов. Альбом: Denis Matsuev — Tchaikovsky, Shostakovich — piano concertos. Yori Temirkanov. St. Peterburg philharmonic orchestra.
- Роберт Шуман — «Симфонические этюды», трек на альбомі № 10 — Variation V. Виконавець: Михайло Плетньов. Альбом: Pletnev plays Schumann.
- Олександр Скрябін — Прилади, опус 74 № 2
- Робер Шуман — «Грезы» из цикла «Детские сцены», на альбомі № 7. Виконавець: Денис Мацуєв. Альбом: Denis Matsuev — The Carnegie Hall Concert.
- Петро Ілліч Чайковський — «Танец пастушков» из сюиты «Щелкунчик». Виконавець: Berliner Philharmoniker — Herbert von Karajan. Альбом: «Romeo and Juliet: The Nutcracker Suite» (Karajan GOLD).
- Людвіг Ван Бетховен — концерт для фортепіано № 1, друга частина. Виконавець: Вільгельм Кемпфф. Альбом: Beethoven Piano Concertos Nos.1-4.
- Джузеппе Верді - Реквієм. Messa da Requiem.
- Solal — Psycho Girls and Psycow Boys
- Мумий Тролль — «Дельфины»
- Бигуди — «Что ты хотел» (М. Сергієв)
- Бигуди — «Осторожней!» (В. Чали)
- Бигуди — «Горизонт» (Р. Полищук)

## Критика та відгуки
Фільм викликав неоднозначну реакцію кінокритика Алекса Екслера. Зокрема, він зазначає, що фільм вторинний по відношенню до раніше що вийшла картина «Про що говорять чоловіки», при цьому сама алкогольна дуель некрасива з художньої точки зору. Інші ж говорили про невиразною грі акторів і неприродності Євгена Гришковця в ролі провінційного олігарха, а також про відсутність серйозної драматургії.
Серед позитивних моментів критики відзначили хорошу операторську роботу і окремі сцени з фільму, які викликають особливо яскраві емоції у глядача (сцена з задавленою собакою, сльози Верхозина наприкінці «дуелі» і т. д.).

## Прокат фільму
До виходу фільму був приурочений вихід книги Гришковця «Сатисфакція». Сюди ввійшла сценарій фільму та ілюстрації режисерських розкадрувань. У своєму блозі Євген Гришковець вів щоденник зйомок, докладно описував дні роботи над фільмом, учасників, постачаючи текст ілюстраціями.
Прокатом і дистрибуцією «Сатисфакції» займається компанія «Наше кіно», яка в цілях просування фільму організувала серію предпрокатних показів картини. Найперший показ фільму публіці відбувся 11 січня 2011 року, в місті Южно-Сахалінськ. Потім пройшли прем'єрні покази в Хабаровську, Єкатеринбурзі, Новосибірську, Санкт-Петербурзі. Московська прем'єра фільму відбулася 18 січня 2011 року в кінотеатрі «Жовтень».
Зйомки фільму проходили в місті Іркутську та селищі Ліствянка на Байкалі, іркутської публіці і учасникам зйомок фільм був показаний 7 листопада 2010 року.
Офіційно прокат стартував 20 січня 2011 року (125 копій на плівці, 18 цифрових).
У лютому 2011 року розпочався прокат фільму в Казахстані. Також в лютому в продаж вийшла ліцензійна версія фільму на DVD.

## Нагороди
- Приз редакції газети «Московський комсомолець», кінофестиваль «Московська прем'єра», 2010
- Приз глядацьких симпатій, кінофестиваль «Меридіани Тихого», 2010
- Приз СБМТЧ 2012

## Цікаві факти
- Фільм обговорювалося в програмі «Закритий показ» з Олександром Гордоном на Першому каналі від 19 серпня 2011 року.